# Santos FC
Santos Futebol Clube este un club de fotbal din Brazilia care evoluează în Campeonato Brasileiro da Série A. Fondat ca Santos Foot-Ball Club pe 14 aprilie 1912 la inițiativa a trei pasionați de sport din Santos pe numele lor: Raimundo Marques, Mário Ferraz de Campos și Argemiro de Souza Junior.

## Lotul actual
La 6 februarie 2025.
| Nr. |           | Poziție | Jucător                               |
| --- | --------- | ------- | ------------------------------------- |
| 1   | Brazilia  | P       | João Paulo (al 3-lea căpitan)         |
| 2   | Brazilia  | F       | Zé Ivaldo (împrumutat de la Cruzeiro) |
| 4   | Brazilia  | F       | Gil                                   |
| 5   | Brazilia  | M       | João Schmidt                          |
| 7   | Venezuela | M       | Yeferson Soteldo                      |
| 8   | Venezuela | M       | Tomás Rincón (căpitan)                |
| 9   | Brazilia  | A       | Tiquinho Soares                       |
| 10  | Brazilia  | A       | Neymar                                |
| 11  | Brazilia  | A       | Guilherme                             |
| 12  | Brazilia  | P       | Diógenes                              |
| 13  | Brazilia  | F       | Aderlan                               |
| 14  | Brazilia  | F       | Luan Peres                            |
| 15  | Brazilia  | F       | João Basso                            |
| 16  | Brazilia  | M       | Thaciano                              |

| Nr. |           | Poziție | Jucător                                           |
| --- | --------- | ------- | ------------------------------------------------- |
| 21  | Brazilia  | M       | Diego Pituca (vice-căpitan)                       |
| 25  | Brazilia  | F       | Luisão                                            |
| 27  | Brazilia  | A       | Willian                                           |
| 29  | Argentina | F       | Leo Godoy (împrumutat de la Athletico Paranaense) |
| 31  | Argentina | F       | Gonzalo Escobar                                   |
| 32  | Brazilia  | F       | Jair Cunha                                        |
| 33  | Brazilia  | F       | Souza                                             |
| 35  | Brazilia  | M       | Hyan                                              |
| 38  | Brazilia  | F       | Kevyson                                           |
| 44  | Brazilia  | F       | JP Chermont                                       |
| 47  | Bolivia   | M       | Miguel Terceros                                   |
| 77  | Brazilia  | P       | Gabriel Brazão                                    |
| 79  | Brazilia  | A       | Luca Meirelles                                    |
|     | Brazilia  | A       | Gabriel Veron (împrumutat de la Porto)            |

## Palmares

### Național
- Campeonato Brasileiro Série A (8):[3] 1961, 1962, 1963, 1964, 1965, 1968, 2002, 2004
- Copa do Brasil (1):[4] 2010
- Campeonato Paulista (22):[5] 1935, 1955, 1956, 1958, 1960, 1961, 1962, 1964, 1965, 1967, 1968, 1969, 1973, 1978, 1984, 2006, 2007, 2010, 2011, 2012, 2015, 2016
- Torneio Rio-São Paulo (5):[6] 1959, 1963, 1964, 1966, 1997
- Copa Paulista de Futebol (1):[7] 2004

### Internațional
- Cupa Intercontinentală (2):[8] 1962, 1963
- Copa Libertadores (3):[9] 1962, 1963, 2011
- Copa CONMEBOL (1):[10] 1998
- Recopa Sudamericana (1):[11] 2012
- Supercupa Intercontinentală (1):[12] 1968

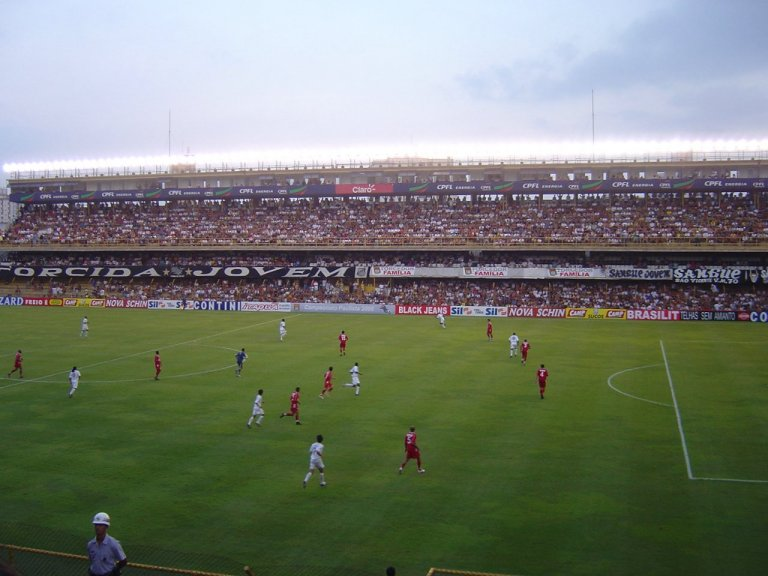
Estádio Urbano Caldeira